# ギブソン・カーヴァス
ギブソン・カーヴァス (Gibson Corvus) はギブソンが1980年代半ばに製造し、短命に終わったエレクトリックギター。テールをV字にカットされたソリッドボディーで、「缶切り」ギターと呼ばれた。またギターを横に構えると飛んでいるカラスのように見える。これは "Corvus" がラテン語でカラスを表すことに合致する。
カーヴァスには以下の三つのバリエーションが存在した。
- カーヴァスI - ハムバッカーx1、ボリューム、トーン
- カーヴァスII - ハムバッカーx2、ボリュームx2、マスタートーン
- カーヴァスIII - シングルコイルx3、5-wayピックアップセレクタスイッチ、ボリューム、トーン

ギブソンに対する興味を取り戻すためにデザインされた数機種のうちの一つだが、売上は芳しくなく2年後には製造終了となった。
カーヴァスはビデオゲームの「ギターヒーロー」、「ギターヒーロー2」、「ギターヒーロー3」に登場する。

## 著名なユーザー
カーシヴ (Cursive)、グッドライフ (The Good Life) のティム・ケイシャー (Tim Kasher)はカーヴァスIIを使っていた。